# 58. pehotna brigada (ZDA)
58. pehotna brigada (izvirno angleško 58th Infantry Brigade) je bila pehotna brigada Kopenske vojske Združenih držav Amerike.

## Odlikovanja
- Meritorious Unit Commendation
- Croix de Guerre s palmo